# Botryonopa collaris
Botryonopa collaris es un coleóptero de la familia Chrysomelidae.
Fue descrita científicamente por primera vez en 1911 por Weise.